# とうほくニュージーランド村
とうほくニュージーランド村（とうほくニュージーランドむら）は、岩手県奥州市衣川区にかつて存在したテーマパーク。株式会社ファームが運営していた。2017年1月31日をもって営業を終了した。跡地は、香川県の飼料製造会社が取得した。

## 概要
1989年7月に開園。ニュージーランドの街並みをイメージした観光牧場で、最盛期には20万人が訪れた。園内は動物ふれあい広場やゴーカートなどがあった。
運営会社は愛媛県西条市に本社を構える株式会社ファームで、2016年5月に民事再生法の適用を申請。このことで、2017年に入ってとうほくニュージーランド村の運営を切り離すことを決めていた。土地建物は売却され、2017年1月31日付けで閉園した。
施設の敷地のうち約24haは市有地であった。2017年3月、香川県三木町のプーキーホールディングスが跡地のうち、18ヘクタールと残存建物をファームから取得。飼料工場（3300平方メートル）と牛舎（約1万平方メートル）などを新たに建設し、最終的に牛1000頭を飼育する観光牧場として再生させる方針を明らかにしている。牧場の運営は新たな会社「プーキーファーム」が行う予定になっている。

## 主な施設
- オークランド館
- クィーンズタウン
- マウントクック館
- デイキャンプ場
- ふれあい広場
- 日本庭園
- ドッグラン
- 放牧場
- イベント広場
- 手造り工房